# Pelle (film)
Pelle (Pieles) è un film del 2017 diretto da Eduardo Casanova, al suo debutto alla regia di un lungometraggio.

## Trama
Diverse persone, a causa delle deformazioni fisiche di cui sono affette, sono costrette a nascondersi, a isolarsi dal resto della società e a unirsi tra di loro.

## Produzione
Il film è stato prodotto da Álex de la Iglesia, Carolina Bang e Kiko Martínez.
Lo sceneggiatore e regista di Pelle è Eduardo Casanova, che in precedenza aveva lavorato come attore e come regista di una serie di cortometraggi. Il personaggio di Samantha, interpretato da Ana Polvorosa, era già stato protagonista di un suo precedente corto del 2015, intitolato Eat My Shit. Lo stesso Casanova ha affermato che «il corto in realtà funziona da teaser per il mio primo lungometraggio».

## Distribuzione
Il film è stato mostrato in anteprima l'11 febbraio 2017 durante la 67ª edizione del Festival cinema di Berlino, nella sezione Panorama. Il 24 marzo è stato proiettato al Festival di Malaga, nel comune spagnolo di Malaga, dove ha vinto il premio speciale Jurado Joven.
Il 9 giugno 2017 il film è uscito nelle sale spagnole.
In Italia è stato distribuito dalla piattaforma Netflix a partire dal 1º aprile 2017.

## Riconoscimenti
- 2018 - Premio Goya
  - Candidatura per il Miglior attore rivelazione a Eloi Costa
  - Candidatura per la Migliore attrice rivelazione a Itziar Castro
  - Candidatura per il Miglior trucco e/o acconciatura a Lola Gómez, Jesús Gil e Óscar del Monte